# Eduard Martínez i Ferrando

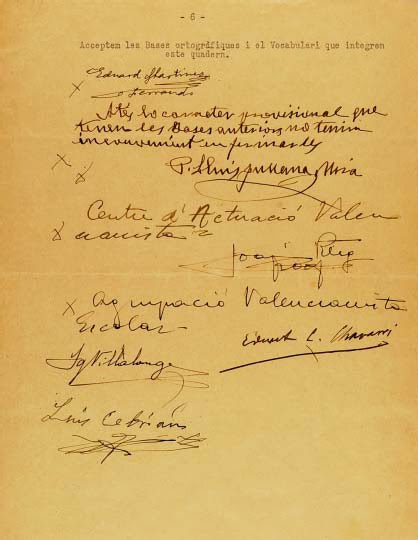
Primera pàgina de signatures de les Normes de Castelló, amb la signatura de Martínez i Ferrando.

Eduard Martínez i Ferrando   (València, 1883 - València, 1935) fou un escriptor i intel·lectual valencià, germà d'Ernest Martínez i Ferrando i Daniel Martínez i Ferrando. Estudià dret i filosofia a la Universitat de València, on fou guanyat per l'incipient valencianisme polític, de tal manera que el 1908 fou un dels fundadors de la Joventut Valencianista. El 1917 acompanyà Ignasi Villalonga a entrevistar-se amb Francesc Cambó. Fou un dels signants de la Declaració Valencianista de 1918 i formà part del nou partit Unió Valencianista Regional. Fou un destacat polemista partidari de la unitat de la llengua i dels països de parla catalana a nombroses publicacions i revistes com Las Provincias, Pàtria Nova, La Veu de Catalunya o València Nova, on s'enfrontà a Josep Maria Bayarri.

## Obres
- Síntesi del criteri valencianista (Barcelona: Joventut Valencianista, 1918)
- L'Arxiu Municipal. Notes del carnet d'un visitant (València: Editorial Valenciana, 1919)
- La casa de la Generalitat del Regne de València (1920)
- Vida d'infant (1921)
- El milacre de Santa Llúcia (València: Nostra Novel·la, 1930, núm. 28)
- La indústria valenciana de la seda (1933)